# Our Time Will Come
Our Time Will Come è il diciannovesimo album in studio del gruppo di musica industriale tedesco KMFDM, pubblicato nel 2014.

## Tracce
1. Genau – 5:14
2. Shake the Cage – 4:51
3. Respekt – 5:18
4. Our Time Will Come – 4:35
5. Salvation – 5:33
6. Blood vs. Money – 3:53
7. Get the Tongue Wet – 3:47
8. Brainwashed – 4:22
9. Playing God – 4:29
10. Make Your Stand – 6:21

## Formazione
- Lucia Cifarelli
- Jules Hodgson
- Sascha Konietzko
- Andy Selway
- Steve White